# Olivier Rouyer
Olivier Rouyer   (Nancy, 1 de desembre de 1955) és un exfutbolista francès i entrenador.

## Selecció de França
Va formar part de l'equip francès a la Copa del Món de 1978.